# Hiệp hội bóng đá Wales
Hiệp hội bóng đá Wales (tiếng Wales: Cymdeithas Bêl-droed Cymru; tiếng Anh: Football Association of Wales) là tổ chức quản lý, điều hành các hoạt động bóng đá ở Wales. Hiệp hội quản lý đội tuyển bóng đá quốc gia nam và nữ, tổ chức các giải bóng đá như vô địch quốc gia và cúp quốc gia. Hiệp hội bóng đá Wales gia nhập FIFA năm 1910 và UEFA năm 1954.